# Hymenophyllum rarum
Hymenophyllum rarum är en hinnbräkenväxtart som beskrevs av Robert Brown. Hymenophyllum rarum ingår i släktet Hymenophyllum och familjen Hymenophyllaceae. Inga underarter finns listade.